# Parterre de Latone
Le parterre de Latone est un élément du jardin de Versailles. Situé au-dessous du Parterre d'Eau, il fut dessiné par André Le Nôtre, puis modifié par Hardouin-Mansart.

## Iconographie
Le bassin de Latone figure un épisode conté par Ovide, au chant VI des Métamorphoses.
Enceinte de Jupiter, la déesse Latone encourt la colère de Junon qui ordonne à la terre entière de lui refuser l'asile. Elle parvient finalement à enfanter les jumeaux Apollon et Diane sur l'île de Délos. Après leur naissance, la fureur de Junon ne faiblit pas, et elle maintient l'interdit de porter secours à la jeune mère et à ses nourrissons. Parvenue dans les campagnes de Lycie, Latone aperçoit au loin une nappe d'eau. Elle s'apprête à y puiser de l'eau pour épancher sa soif et celle de ses enfants, mais les paysans de la région lui en défendent l'accès et se montrent insensibles à ses suppliques (Junon leur avait ordonné de ne pas lui donner d'eau). Furieuse, elle châtie leur insolence en les métamorphosant en grenouilles.

## Localisation et composition

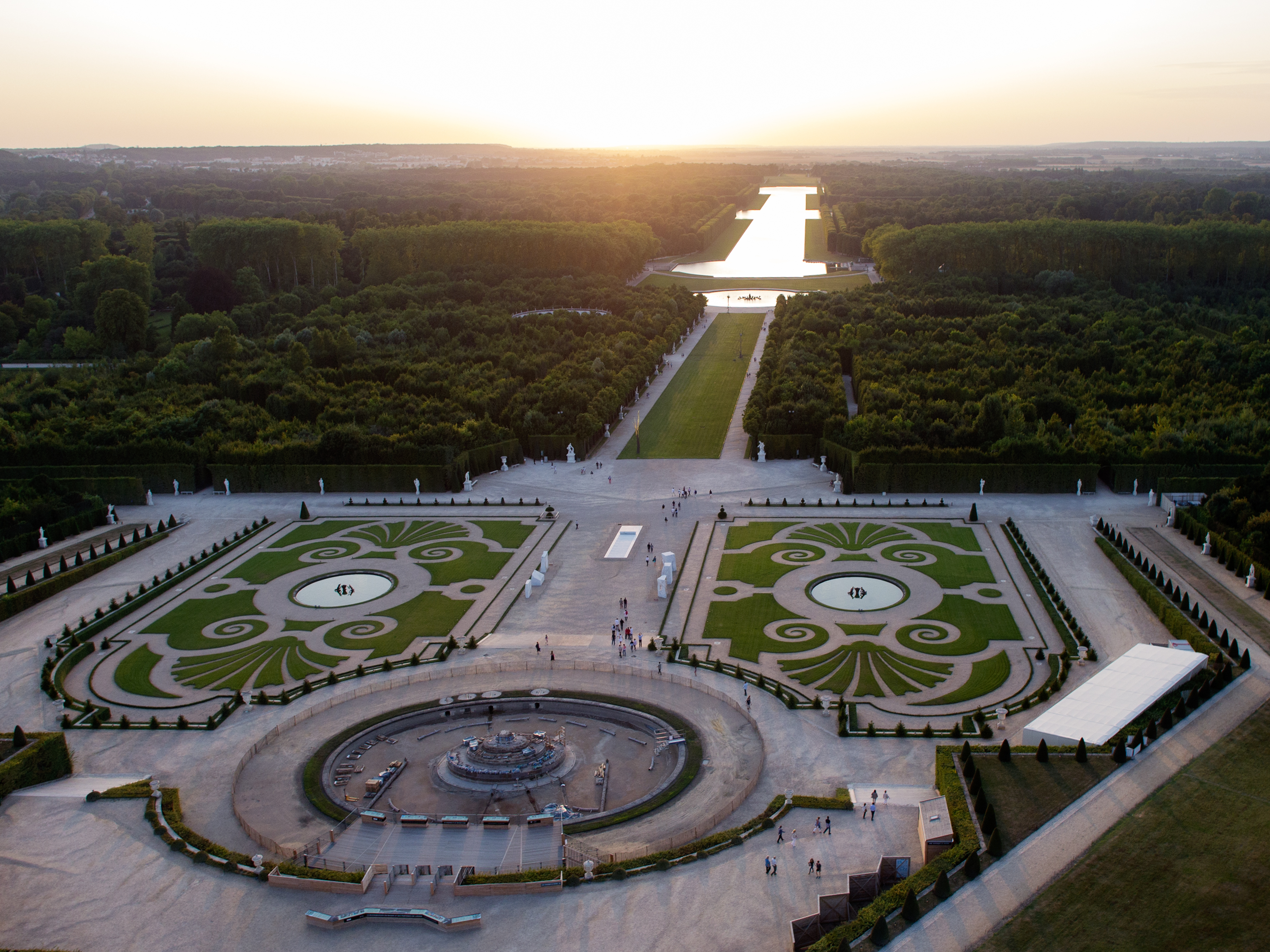
Vue aérienne du parterre de Latone avec le Grand Canal en arrière-plan.

Le parterre de Latone est situé dans la grande perspective du château de Versailles, dans l'axe est-ouest, entre le parterre d'Eau et le Tapis vert.
Il est délimité à l'Est par le parterre d'Eau, à l'Ouest par l'allée de l'Été, le bosquet de la Girandole, le  Tapis vert et le bosquet du Dauphin, au Sud par le bosquet des Rocailles et au Nord par le bosquet des Bains-d'Apollon.
Le parterre de Latone se compose de la rampe qui descend du parterre d'eau autour du bassin de Latone, du bassin de Latone, qui est situé dans l'axe, entre les murs de soutènement de la rampe en fer-à-cheval, et des bassins des Lézards.
Il s'articule avec le Tapis vert par une demi-lune au-delà de l'allée de l'Été.

## Histoire

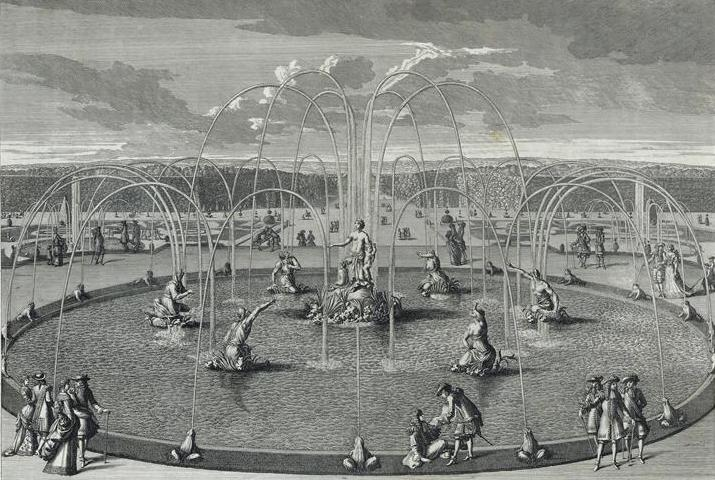
Bassin de Latone, gravure par Pierre Lepautre, 1678.

Le parterre de Latone a été conçu par André Le Nôtre et réalisé en 1666.
À l'origine, les animaux étaient placés autour des trois bassins, puis furent disposées les figures humaines. Les gravures de Lepautre (1678) et de Pérelle (avant 1687) montrent la première disposition de ces bassins. Au centre du bassin principal, le groupe de Latone et de ses enfants était placé sur des rochers, tourné vers le château. Un premier cercle composé des statues de six paysans se changeant en grenouilles entourait le groupe principal, puis un second cercle de vingt-quatre grenouilles.
Les deux bassins secondaires comprennent chacun deux paysans, un homme et une femme, changés en lézards et tortues.
Jules Hardouin-Mansart remania profondément le bassin de Latone entre 1687 et 1689.
Lorsque Louvois fut surintendant des Bâtiments du Roi, Jules Hardouin-Mansart obtint une place considérable dans l'administration du palais et du jardin et procéda à un profond remaniement. Un esprit de discipline affecta la statuaire des jardins, modifiant le rapport entre l’œuvre et son public. Cette perception plus objective et plus distancée des sculptures affecta le bassin de Latone, remanié par Hardouin-Mansart à partir de 1687. Le groupe sculpté en marbre fut mis en valeur au sommet d’une composition qui l’isolait aussi des figures de plomb polychrome, au détriment de l’effet pictural de la conception d’origine de Le Nôtre.
Les éléments sculptés du bassin principal furent élevés sur un cône formé par quatre terrasses circulaires ; au sommet, fut placée la statue de Latone et de ses enfants désormais tournée vers l'ouest, vers la nouvelle Allée royale. Sur la troisième terrasse, six paysans lyciens sont représentés au moment de leur transformation en grenouilles ; entre eux sont disposées des batraciens. La terrasse inférieure est peuplée de lézards et de tortues, les paysans lyciens transformés.
Le bassin fut restauré en 1711-1712, puis de nouveau en 1850. Plusieurs têtes des paysans ont été remplacées.

## Un manifeste de puissance royale
Du point de vue du pouvoir royal, la sculpture renvoie à l'épisode de La Fronde, qui a profondément marqué le jeune Louis XIV. Anne d'Autriche/Latone et Louis XIV/Apollon châtient proportionnellement à l'outrage les nobles révoltés/paysans lyciens en les transformant en batraciens.

## Sculptures
La décoration du parterre de Latone évoque un épisode tiré des Métamorphoses d'Ovide.
Les sculptures du parterre de Latone ont été réalisées par Gaspard et Balthazar Marsy entre 1666 et 1670. Ils sculptèrent le groupe central de Latone, Diane et Apollon, dans lequel Latone implore Jupiter, père de ses enfants, de la venger de l'inhospitalité des Lyciens. Cette sculpture principale mesure 2,04 m de hauteur. Ils réalisèrent aussi les plombs des bassins de Latone et des Lézards, les paysans lyciens saisis au moment même de leur métamorphose en batraciens. Les sculptures principales ont été dorées en 1671 et des joncs en plomb ont été réalisées en 1679-1680. À la fin de l'année 1679, Gaspard Marsy sculpta d'autres grenouilles.
Les deux frères reçurent 10 000 livres entre le 24 septembre 1666 et le 24 décembre 1670 pour les « figures et ornements des fontaines de Versailles ». Gaspard reçut 2 000 livres pour la figure de Latone le 13 mai 1668. Le paiement définitif fut donné aux deux frères Marsy pour « le groupe de Latone en marbre blanc avec ses deux enfants, Apollon et Diane, et les dix figures des paysans changés en grenouilles placées dans les trois bassins ».
En 1980, le groupe principal en marbre de Latone souffrit du vandalisme et fut couvert de tags ; la statue fut alors placée à l'abri et remplacée par une copie sortant des ateliers de Michel Lorenzi.

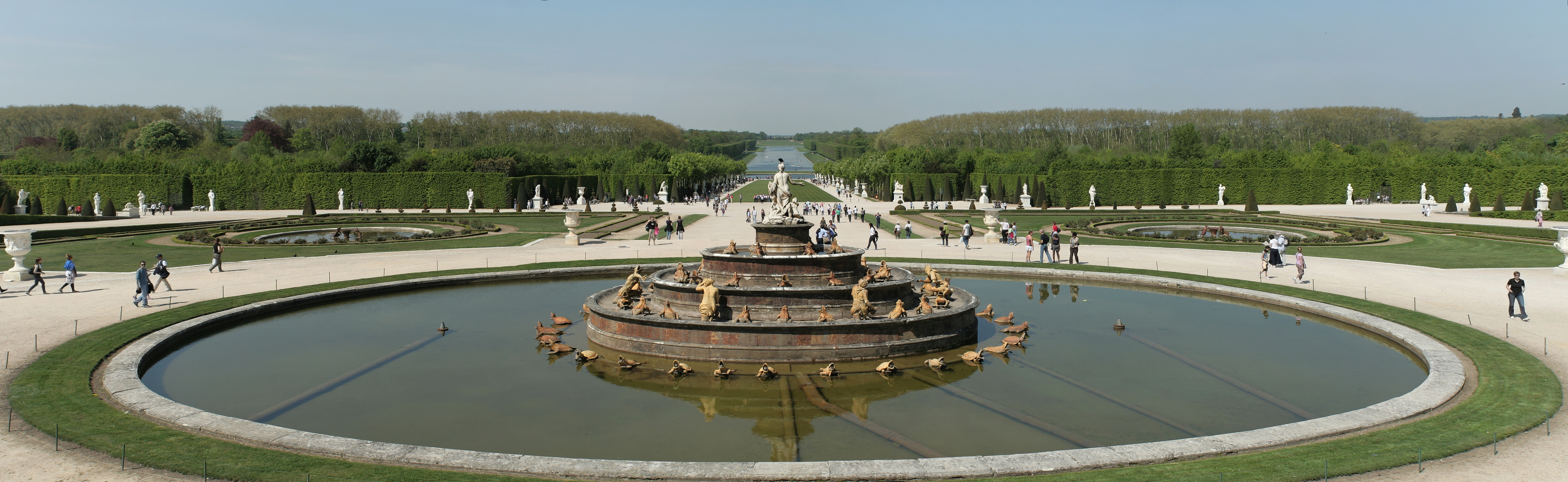
Bassin de Latone.
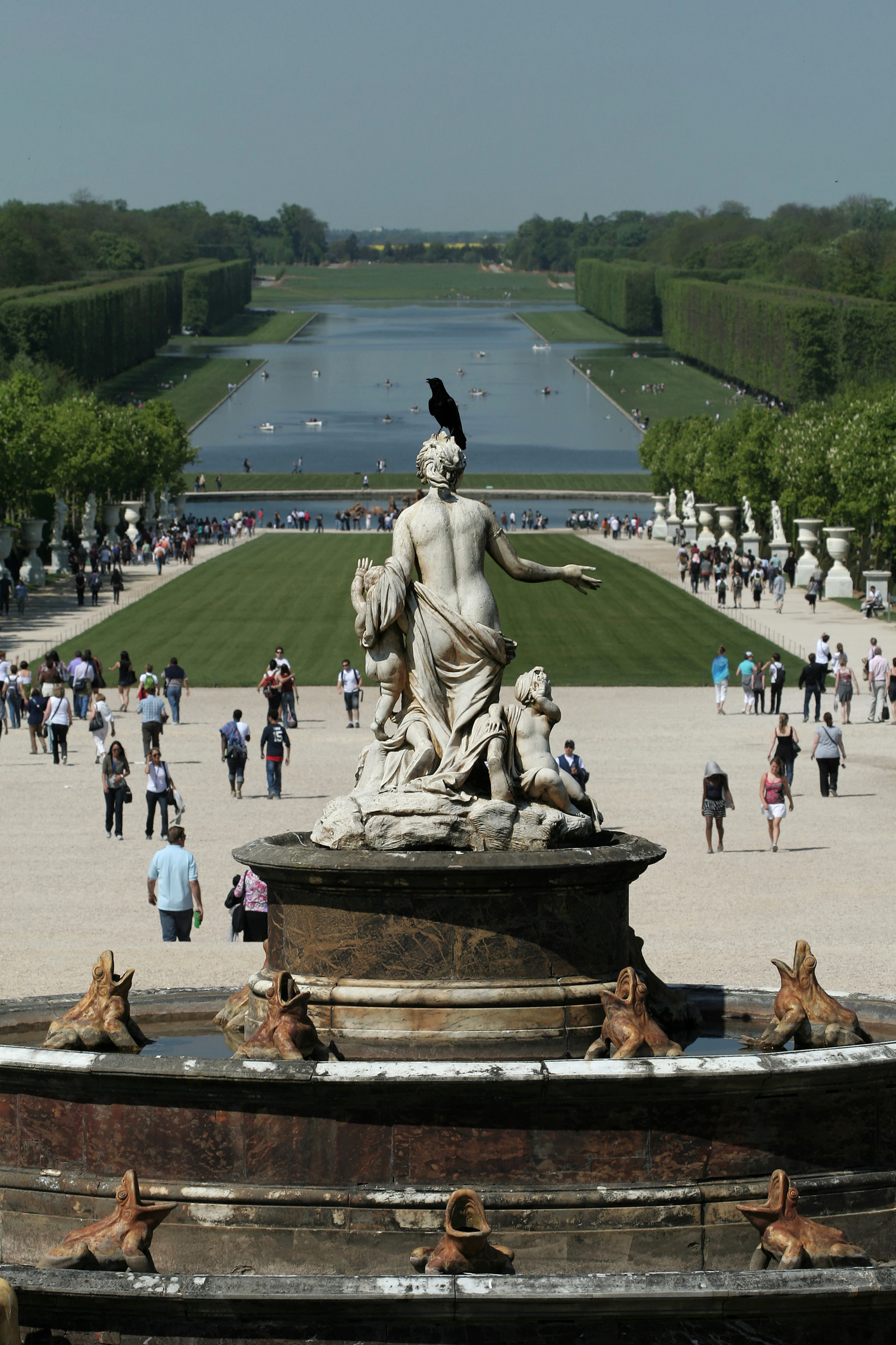
Latone et ses enfants, entourés de grenouilles.
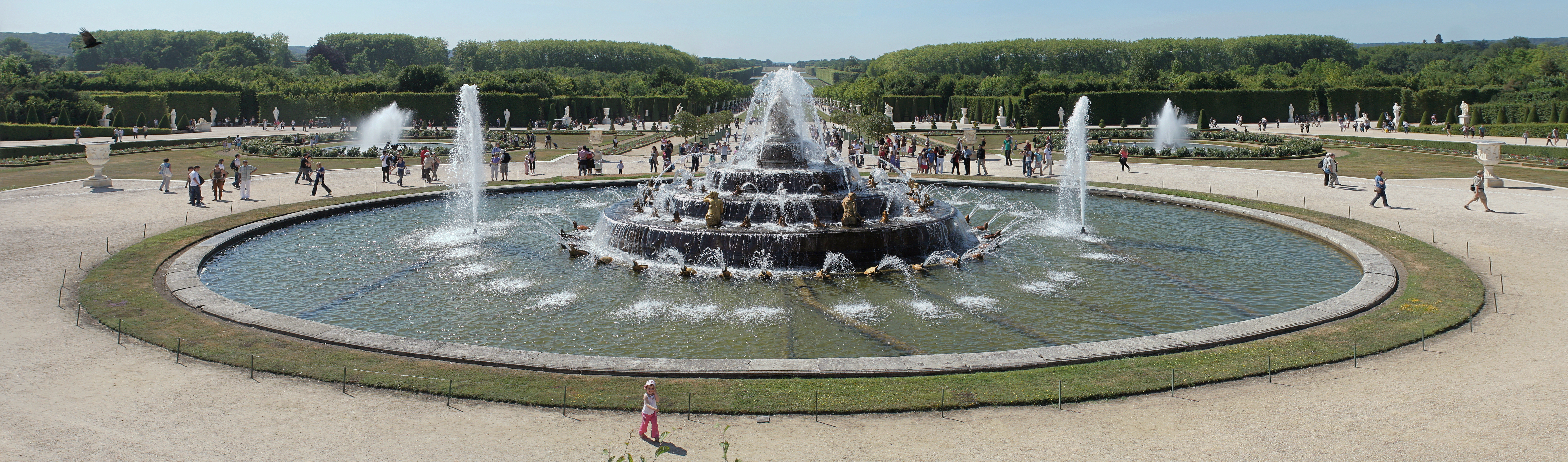
Bassin de Latone, avec les jets-d'eau.
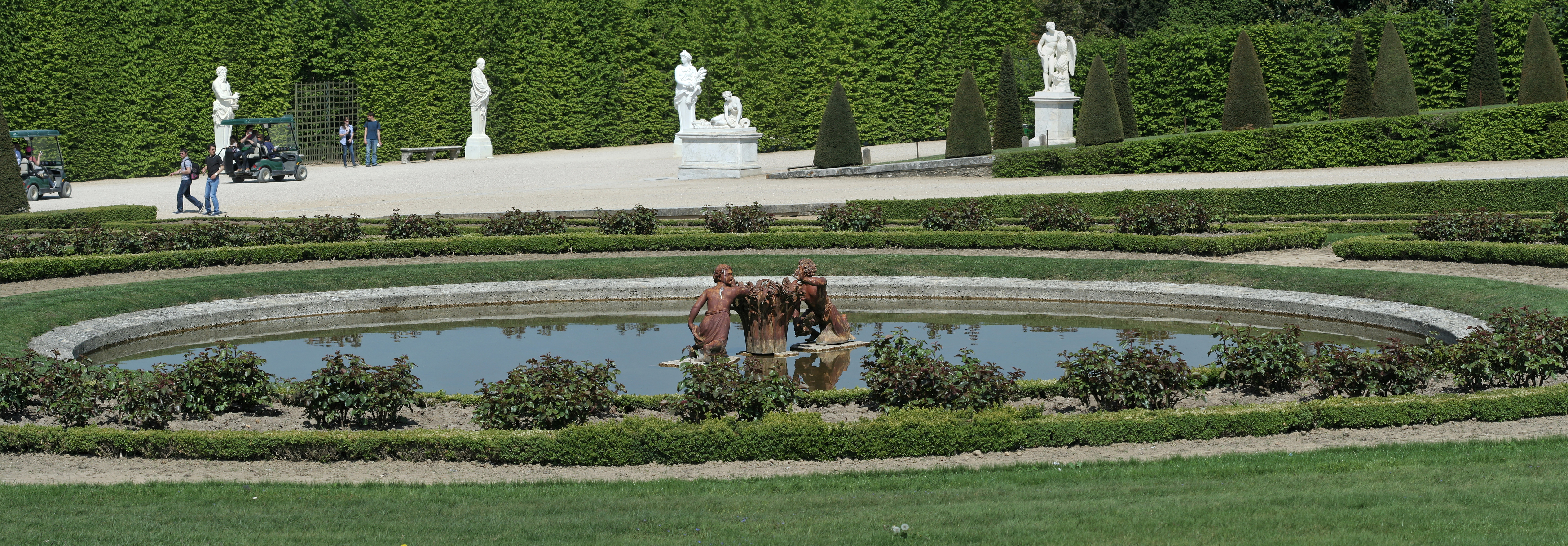
Bassins des Lézards Nord.

Les termes de pierre qui délimitaient le parterre de Latone à l’ouest furent remplacés par une nouvelle série, en marbre, elle aussi exécutée entre 1684 et 1689. Les figures représentées appartiennent essentiellement à la mythologie ; on trouve aussi quelques philosophes. Ainsi sont figurés : Diogène de Mathieu Lespagnandelle, Platon de Joseph Rayol, Circé de Laurent Magnier, Cérès de Jean-Baptiste Poultier, si appréciée de Louis XIV, Achéloüs de Simon Mazière, Bacchante de Jean Dedieu, Pandore de Pierre Legros, Mercure de Corneille Van Clève.
Dès 1683, trois paires de copies des vases Médicis et Borghèse étaient placées sur le parterre de Latone. Elles avaient été réalisées par Jean Cornu, Simon Hurtrelle, Pierre Laviron et Louis Le Conte. Des huit autres vases du parterre de Latone, la moitié représentaient des créations modernes : les deux charmants vases sur le thème de l’enfance de Mars, sculptés par Jean Hardy et Jacques Prou en 1684, et les deux superbes Vases du soleil de Jean Dugoulon et Jean Drouilly, achevés en 1688.

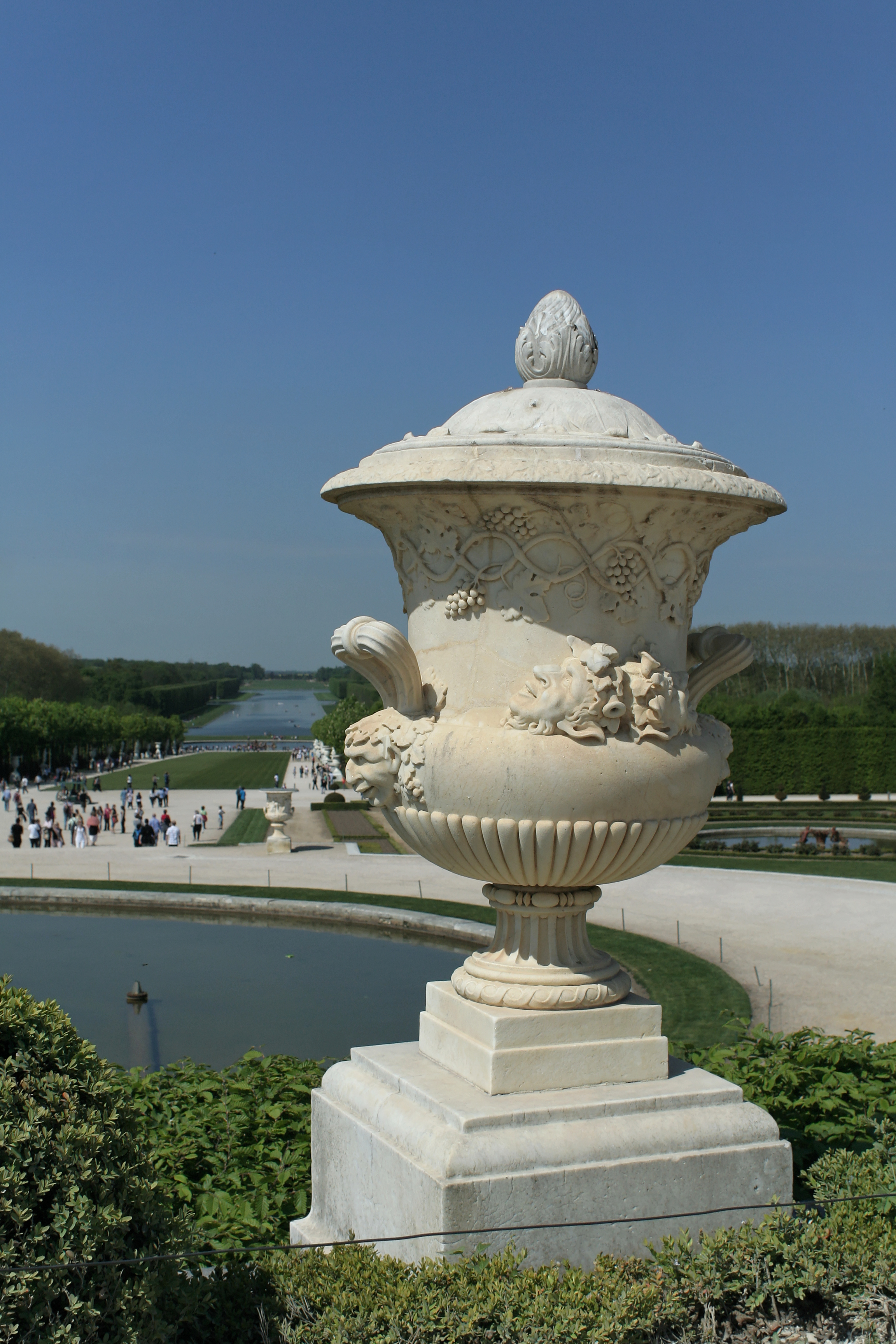
Vase de marbre dans la rampe.
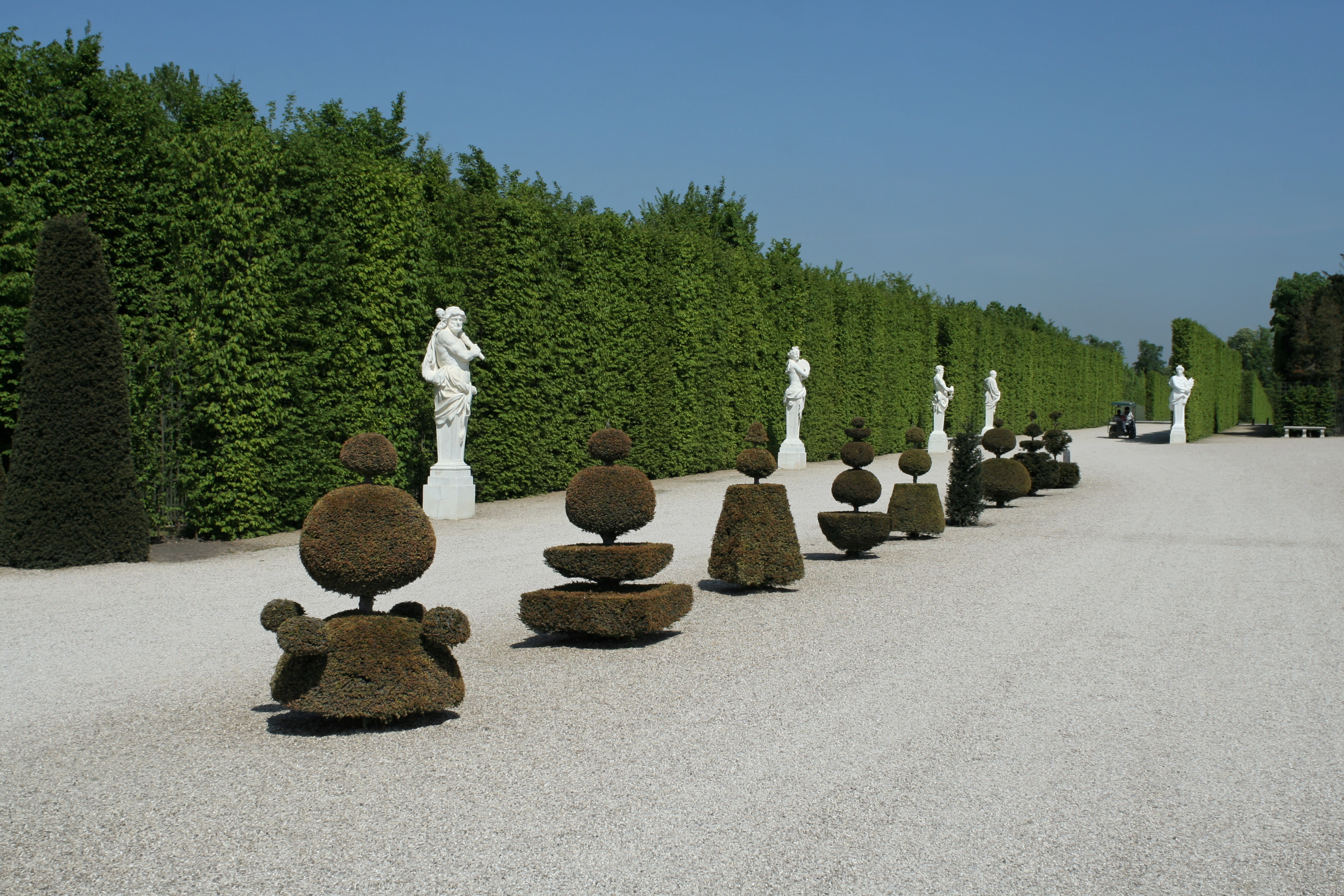
Topiaires et statues, le long de allée de l'Été.
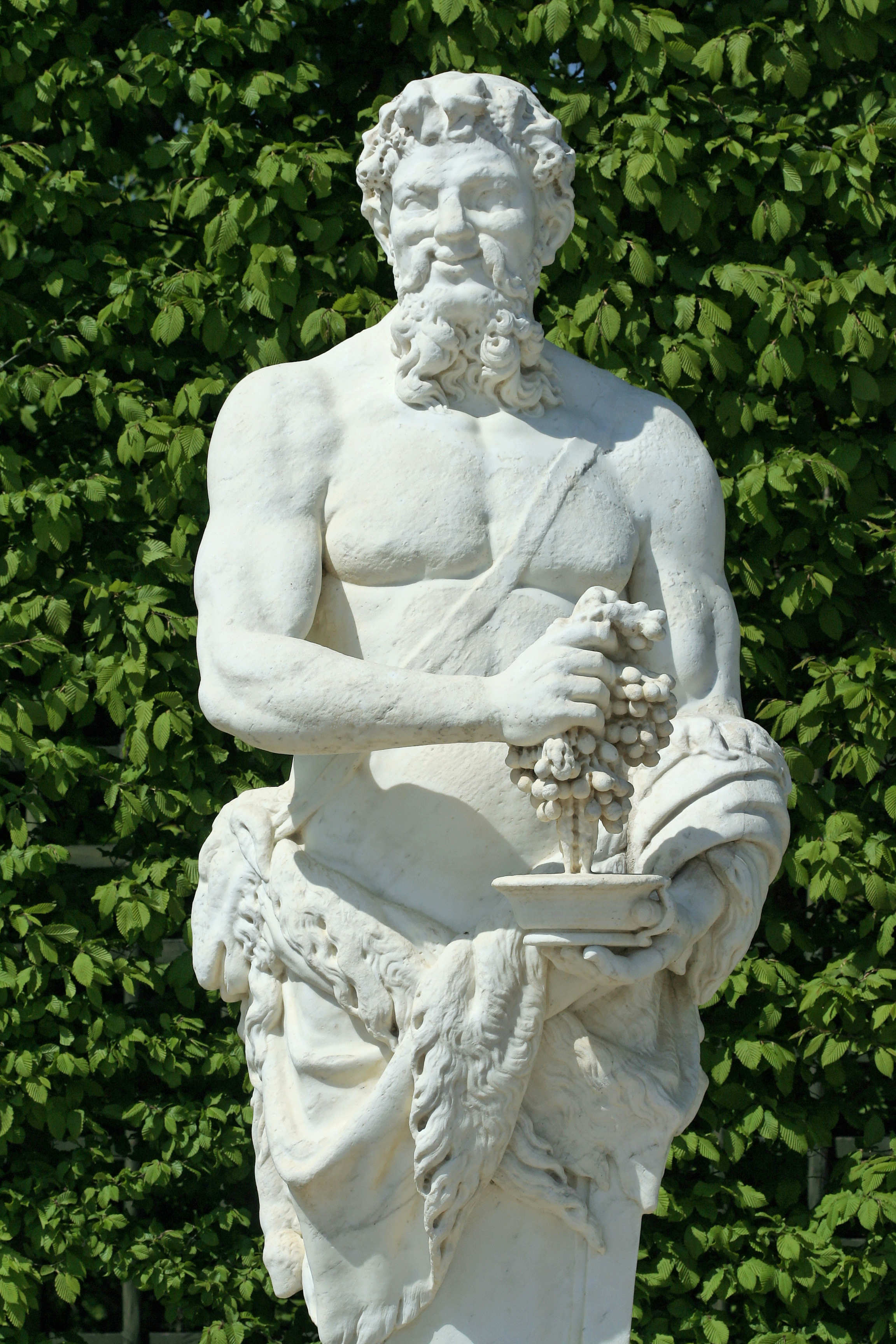
Statue de faune par Jacques Houzeau, le long de allée de l'Été.
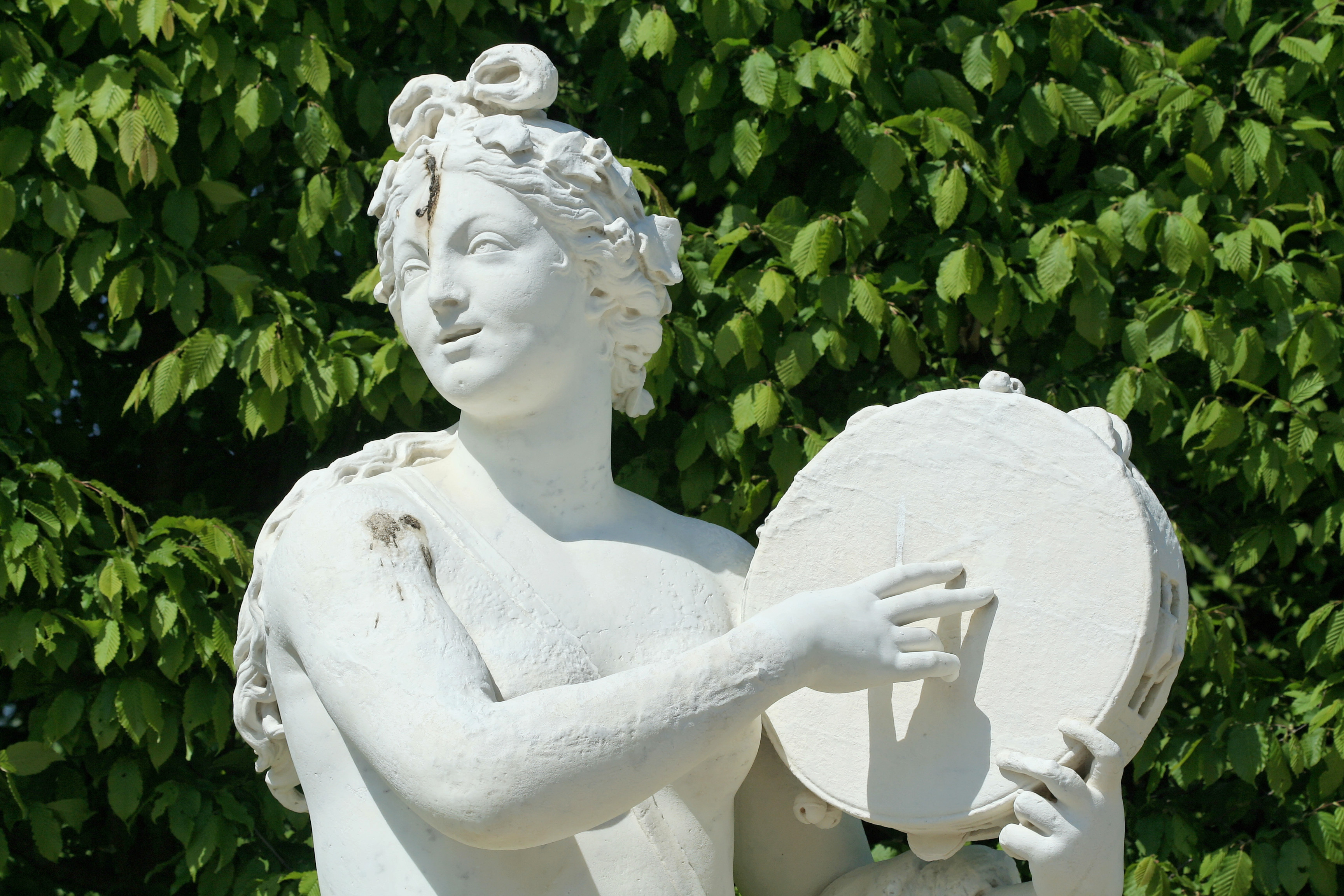
Statue de bacchante par Jean Dedieu, le long de allée de l'Été.
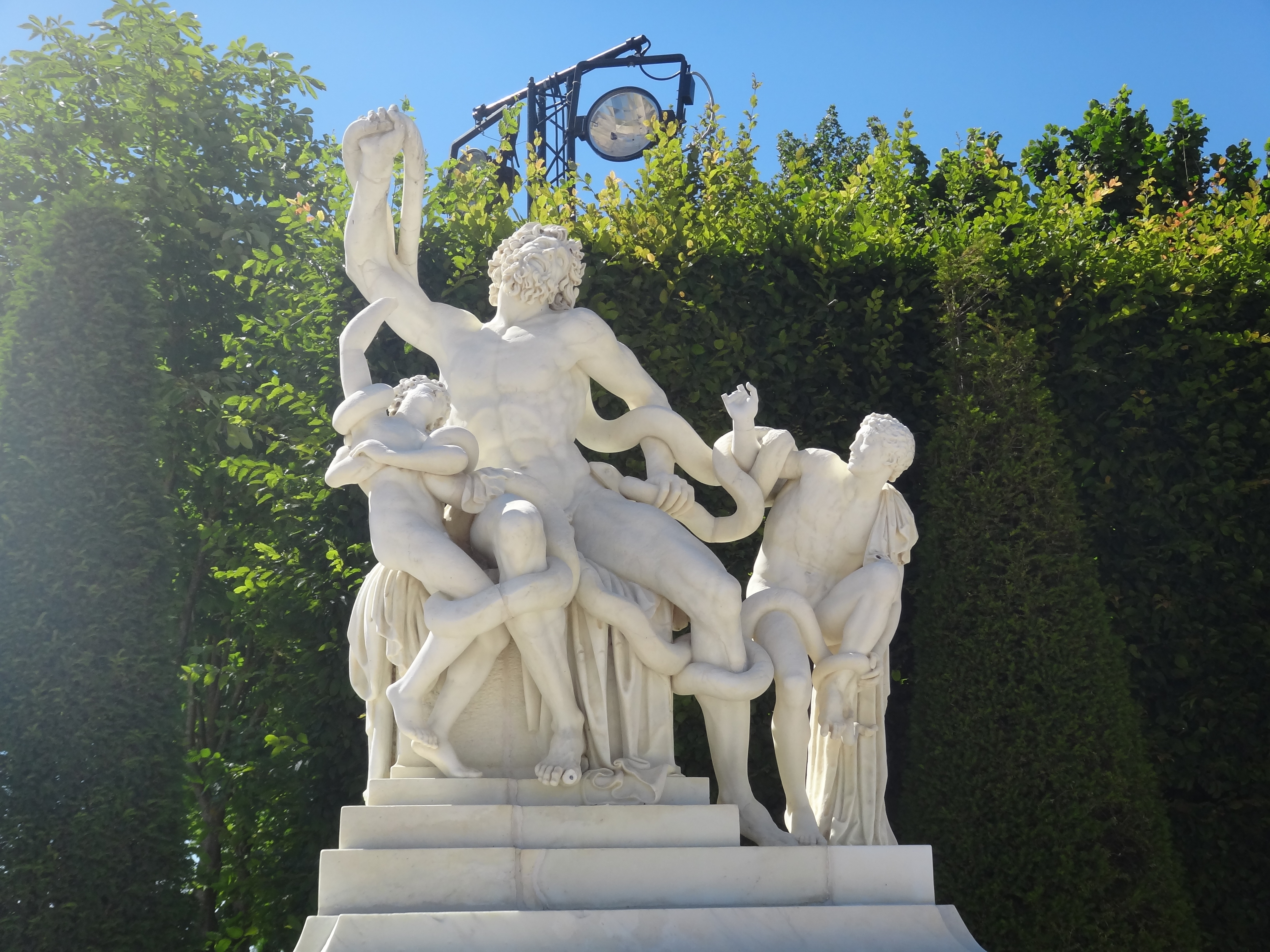
Laocoon et ses fils (1696). Copie réalisée par Jean-Baptiste Tuby, Philibert Vigier et Jean Rousselet, de l'original antique se trouvant au Vatican.

Dix-sept copies réalisées par les pensionnaires de l’Académie de France à Rome et disposées entre 1683 et 1688, scandaient les rampes du parterre de Latone. Elles ont été réalisées à Rome d’après les œuvres originales elles-mêmes ou des versions déjà copiées, ou à Paris, d’après les modèles en plâtre conservés à la salle des Antiques du palais Brion.
Ces copies reproduisent les œuvres insignes du Belvédère : Antinoüs du Belvédère par Pierre Ier Legros, Apollon du Belvédère de Pierre Mazeline, Antinoüs du Belvédère par Lacroix, Commode en Hercule par Nicolas Coustou. Sont aussi figurées les œuvres du Capitole : Uranie du Capitole par Martin Carlier, Uranie du Capitole par Nicolas Frémery.
On trouve aussi les œuvres des collections des Médicis : Mercure par Barthélémy de Mélo, Bacchus par Pierre Granier, Ganymède par Pierre Laviron.
Les œuvres des collections Farnèse : Prisonnier barbare, dit aussi Tigrane, par Mathieu Lespagnandelle, Prisonnier barbare, dit aussi Tiridate, par Antoine André (d) , Vénus callipyge par Jean-Jacques Clérion.
Les œuvres des collections Borghèse : Silène portant le jeune Bacchus par Simon Mazière, Faune à la flûte par Simon Hurtrelle, Nymphe à la coquille par Antoine Coysevox.
Les œuvres des collections des Mattei : Cérès, dite aussi Faustine, par Thomas Regnaudin.
Et les œuvres des Ludovisi : Gladiateur mourant par Michel Monier.

## Renommée

### Jean de la Fontaine
La Fontaine, dans Les Amours de Psyché et Cupidon, donne une description du parterre de Latone :
Au bas de ce degré Latone et ses jumeaux

De gens durs et grossiers font de vils animaux,

Les changent avec l'eau que sur eux ils répandent.

Déjà les doigts de l'un en nageoires s'étendent ;

L'autre en le regardant est métamorphosé :

De l'insecte et de l'homme un autre est composé :

Son épouse le plaint d'une voix de grenouille ;

Le corps est femme encor. Tel lui-même se mouille,

Se lave, et plus il croit effacer tous ses traits,

Plus l'onde contribue à les rendre parfaits.

La scène est un bassin d'une vaste étendue.

Sur les bords cette engeance insecte devenue

Tâche de lancer l'eau contre les déités.

A l'entour de ce lieu, pour comble de beautés,

Une troupe immobile et sans pieds se repose,

Nymphes, Héros, et Dieux de la métamorphose,

Termes, de qui le sort semblerait ennuyeux

S'ils n'étaient enchantés par l'aspect de ces lieux.

Deux parterres ensuite entretiennent la vue.

Tous deux ont leurs fleurons d'herbe tendre et menue ;

Tous deux ont un bassin qui lance ses trésors,

Dans le centre en aigrette, en arcs le long des bords.

L'onde sort du gosier de différents reptiles.

Là sifflent les lézards, germains des crocodiles ;

Et là mainte tortue apportant sa maison

Allonge en vain le cou pour sortir de prison.

Enfin par une allée aussi large que belle

On descend vers deux mers d'une forme nouvelle.

L'une est un rond à pans, l'autre est un long canal.

Miroirs où l'on n'a point épargné le crystal.

### André Félibien
Félibien, dans Relation de la Feste de Versailles du 18e juillet 1668, narre la mise en scène du jardin par Louis XIV lors d'une grande fête donnée à Versailles. Les bassins de Latone et des Lézards sont eux aussi mis en lumière et en eau à cette occasion :
« Cette grande allée ne fut guère en cet estat, que les trois bassins de fontaines qui sont dans le parterre de gazon au bas du fer à cheval, parurent trois sources de lumières. Mille feux sortoient du milieu de l’eau, qui comme furieux et s’eschappant d’un lieu où ils auroient esté retenus par force, se répandoient de tous côtez sur les bords du parterre. Une infinité d’autres feux sortant de la gueule des Lezards, des Crocodiles, des Grenoüilles, et des autres animaux de bronze qui sont sur les bords des fontaines, sembloient aller secourir les premiers et se jettant dans l’eau sous la figure de plusieurs serpens, tantost separement, tantost joints ensemble par gros pelotons, luy faisoient une rude guerre. »

### Inspiration architecturale
La fontaine a servi de modèle à l'architecte Edward H. Bennett, dans la conception de la Buckingham Fountain à Chicago.

## Restauration du bassin de Latone
En 2013, à l'occasion du quatre centième anniversaire de la naissance de Le Nôtre, l'administration du château de Versailles a lancé la restauration du bassin de Latone, achevée le 18 mai 2015.

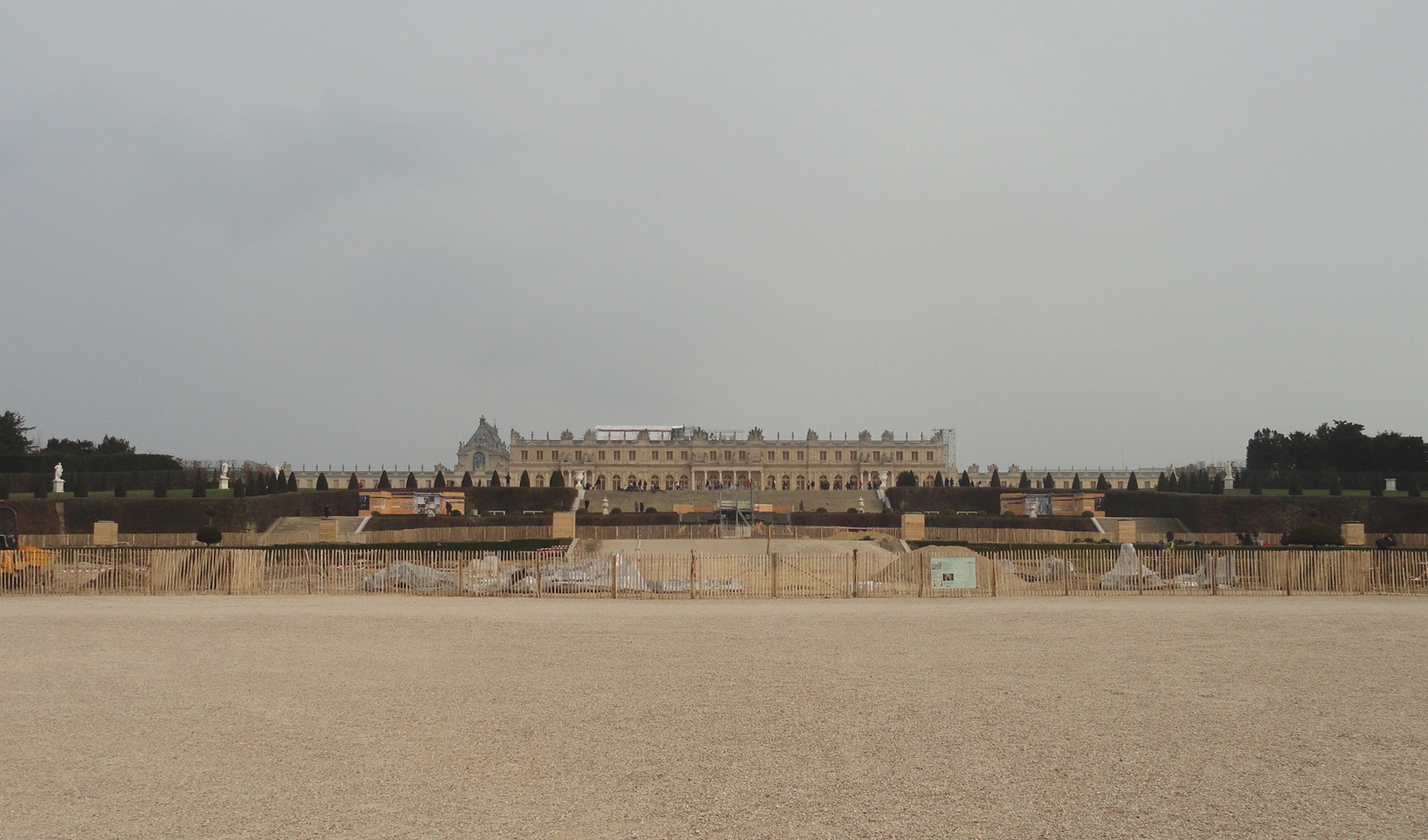
Restauration du bassin de Latone en 2013.
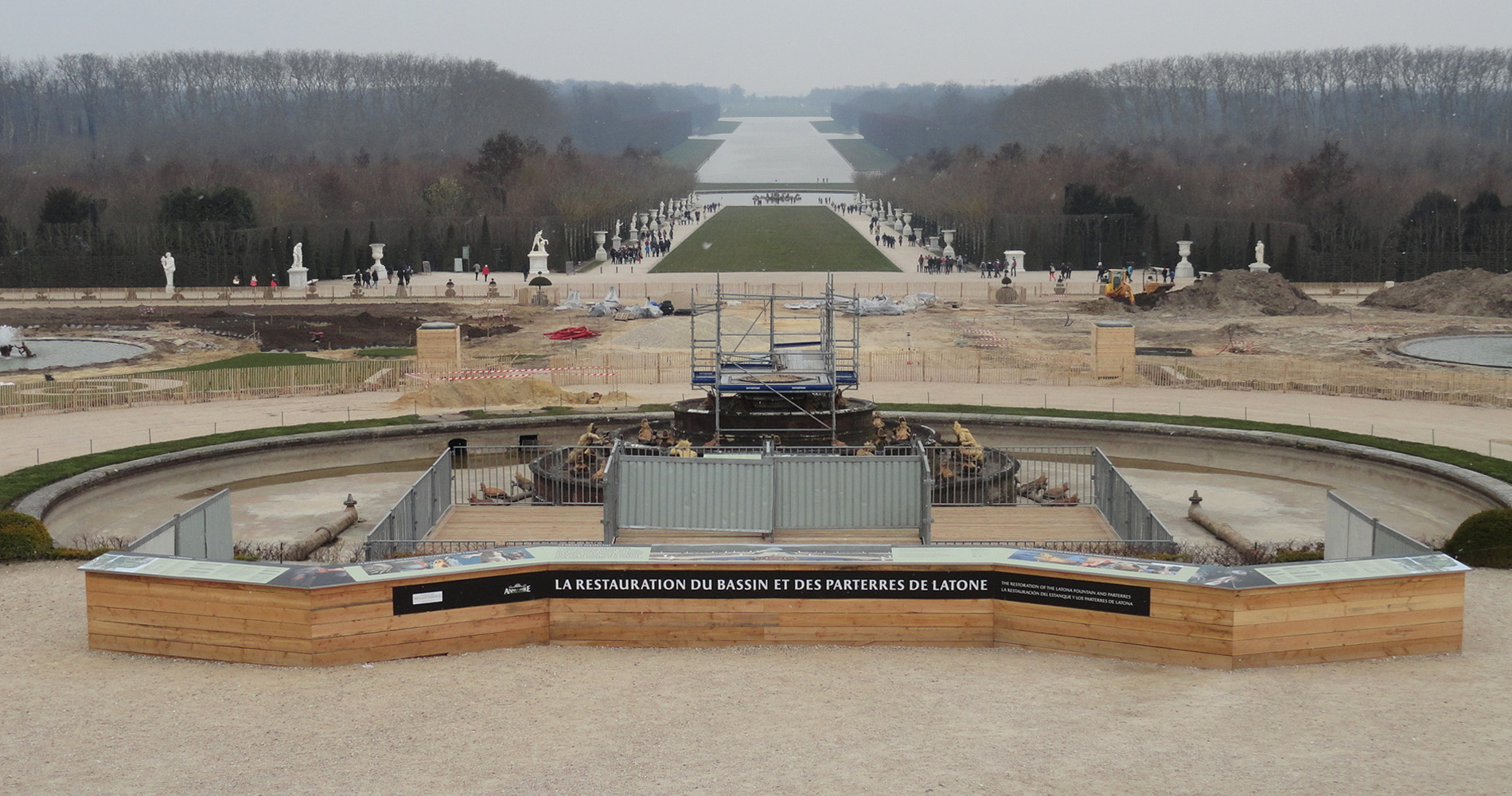
Restauration du bassin de Latone en 2013.
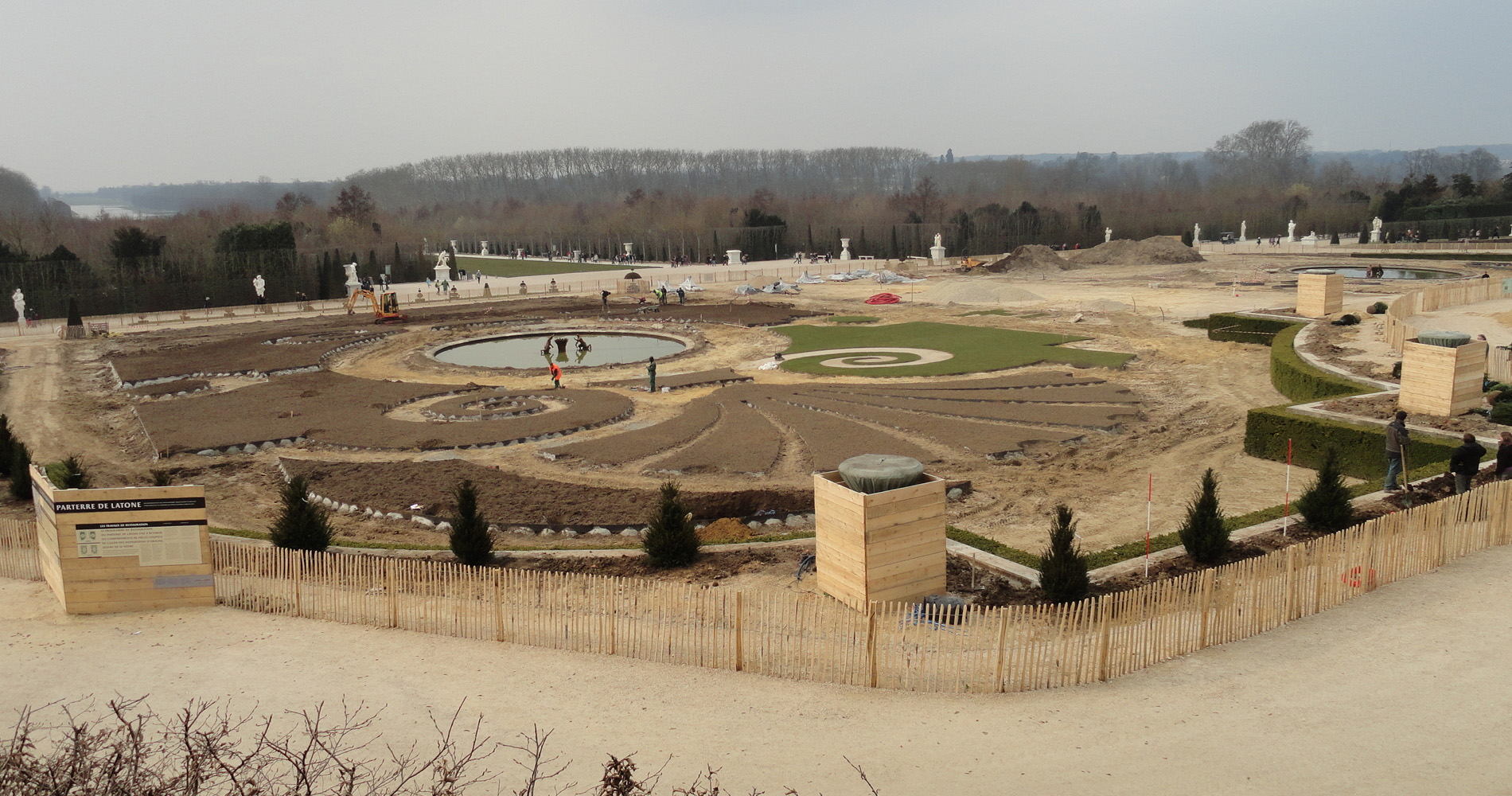
Restauration du bassin de Latone en 2013.